# Броштень (Сібіу)
Броштень, Броштені (рум. Broșteni) — село у повіті Сібіу в Румунії. Входить до складу комуни Пеука.
Село розташоване на відстані 244 км на північний захід від Бухареста, 30 км на північний захід від Сібіу, 87 км на південь від Клуж-Напоки, 134 км на захід від Брашова.

## Населення
За даними перепису населення 2002 року у селі проживали 408 осіб, з них 406 осіб (99,5%) румунів. Усі жителі села рідною мовою назвали румунську.